# تپه قیسوند ۵
تپه قیسوند ۵ مربوط به دوره نوسنگی - سده‌های اولیه دوران‌های تاریخی پس از اسلام است و در شهرستان کرمانشاه، بخش مرکزی، دهستان رازآور، ۱ کیلومتری جنوب غربی روستای قیسوند واقع شده و این اثر در تاریخ ۱۵ دی ۱۳۸۷ با شمارهٔ ثبت ۲۴۱۳۷ به‌عنوان یکی از آثار ملی ایران به ثبت رسیده است.